# Taxus contorta
Taxus contorta (Synonym: Taxus fuana) ist ein Nadelbaum aus der Gattung der Eiben (Taxus). Das natürliche Verbreitungsgebiet der Art liegt in China, Nepal, Indien, Pakistan und Afghanistan. Sie wird in der Roten Liste der IUCN als gefährdet geführt. Die Vertreter dieser Art werden noch häufig Taxus wallichiana zugeordnet oder mit dem Synonym Taxus fuana bezeichnet.

## Beschreibung

### Erscheinungsbild
Taxus contorta wächst als immergrüner, meist bis 15, manchmal bis 20 Meter hoher Baum oder Strauch. Der Stamm der Bäume ist kurz oder es werden mehrere Stämme gebildet. Er erreicht Durchmesser von bis zu 3 Metern (Brusthöhendurchmesser), wobei die Stämme dann aber hohl sind. An der Stammbasis ist Stockausschlag häufig. Die Stammborke ist rötlich braun, dünn und blättert in großen, unregelmäßig geformten Schichten ab. Die zahlreichen Äste sind aufsteigend oder aufgerichtet und weiter außen ausgebreitet und bilden eine gerundete oder pyramidenförmige Krone. Die benadelten Zweige wachsen unregelmäßig wechselständig, sie sind dünn, stielrund und haben schmale Rillen neben den herablaufenden Nadelbasen. Sie sind anfangs grün, später gelblich braun und dann grau.

### Knospen und Nadeln
Die endständigen, vegetativen Knospen sind klein, eiförmig und haben braune, dachziegelartig angeordnete, fest angedrückte, spitze Knospenschuppen. Seitständige Knospen sind häufig und schlafend.
Die Nadeln wachsen an seitständigen Trieben mehr oder weniger V-förmig angeordnet auf einem kurzen, nur leicht verdrehten Stiel. Sie sind linealisch, 1,5 bis 4 selten bis 4,5 Zentimeter lang, 1,5 bis 2,5 Millimeter breit, gerade oder beinahe gerade, haben parallele, nach unten gebogene Blattränder und eine scharf zugespitzte Spitze. Die Mittelrippe der Nadeloberseite ist erhöht, etwa 0,2 Millimeter breit und reicht durchgehend beinahe bis zur Nadelspitze. Auf der Unterseite ist sie flach, 0,4 Millimeter breit und reicht bis zur Nadelspitze. Die Nadeloberseite ist glänzend dunkelgrün, die Unterseite zeigt zwei blasse, gelblich grüne Spaltöffnungsstreifen mit dich und unregelmäßig verteilten Spaltöffnungen.

### Zapfen und Samen
Die Pollenzapfen stehen einzeln in den Achseln der Nadeln und bilden an beiden Seiten der Zweige Reihen. Sie sind eiförmig, 6 bis 8 Millimeter lang, kurz gestielt und haben an der Basis trockene, gelblich grüne oder braune Deckschuppen. Die sechs bis 14 anfangs rötlichen und später braunen Mikrosporophylle sind schildförmig und tragen auf ihrer Unterseite jeweils vier bis neun teilweise zusammengewachsene Pollensäcke.
Die den Samen tragenden Strukturen (Samenzapfen) wachsen einzeln in den Achseln der Nadeln. Sie sind sitzend und haben kleine, dreieckige Schuppen, die einen kleinen Kurztrieb mit der endständigen Samenanlage umgeben. Der Arillus ist anfangs grün und bedeckt die untere Hälfte des Samens. Er schwillt später an, wächst becherartig über den Samen hinaus, wobei die Samenspitze jedoch frei bleibt, und färbt sich rot. Er ist dann 9 bis 12 Millimeter lang und 7 bis 9 Millimeter breit. Die Samen sind länglich, leicht abgeflacht, an zwei Seiten nahe der Spitze stumpf gezähnt und haben eine kleine Stachelspitze. Sie sind anfangs grün und bei Reife braun oder schwarz, 6 bis 7 Millimeter lang und 4 bis 5 Millimeter breit.
Die Pollen werden im April abgegeben, die Samen reifen von September bis November.

## Verbreitung und Ökologie
Das natürliche Verbreitungsgebiet von Taxus contorta liegt in China im Südwesten des Autonomen Gebiets Tibet, es umfasst das zentrale und westliche Nepal und die indischen Bundesstaaten Himachal Pradesh, Jammu und Kashmir und Uttar Pradesh, den Norden Pakistans und als einzige Eibenart Afghanistan. Das Verbreitungsgebiet wird der Winterhärtezone 8 zugerechnet mit mittleren jährlichen Minimaltemperaturen zwischen −12,2 und −6,7 °C (10 bis 20 °F). In Tibet findet man die Art in Kiefernwäldern und Mischwäldern meist unterhalb der Kronenschicht mit Wuchshöhen von bis zu 12 Metern in Höhenlagen von 2500 bis 3100 selten bis 3400 Metern über dem Meeresspiegel. In Afghanistan findet man sie als weniger wichtigen Bestandteil der Nadelwälder in Höhen von 2400 bis 2900 Metern im Nordosten des Hindukusch. In Pakistan wächst sie in der Provinz Khyber Pakhtunkhwa, in den Stammesgebieten unter Bundesverwaltung und im teilautonomen Gebiet Asad Kaschmir meist auf Nordhängen in Höhen von 2000 bis 3100 Metern in Nadelmischwäldern zusammen mit der Himalaya-Zeder (Cedrus deodara), der Pindrow-Tanne (Abies pindrow), der Himalaja-Fichte (Picea smithiana) und der Tränenkiefer (Pinus wallichiana). Die Höhenlagen scheinen in Richtung tieferen Lagen durch den Niederschlag und zu höheren Lagen hin durch die Temperatur bestimmt zu sein. Im Nordwesten Indiens und in Nepal findet man verstreut kleinere Bestände in Nadelwäldern entlang von Flüssen in Höhen von 1700 bis 2600 Metern, also in niedrigeren Lagen als in Pakistan, wahrscheinlich aufgrund der höheren Niederschlagsmenge.

## Gefährdung und Schutz
In der Roten Liste der IUCN wird Taxus contorta als gefährdet („Vulnerable“) geführt. Das Verbreitungsgebiet („extent of occurrence“) umfasst mehr als 20.000 Quadratkilometer, doch sind die Bestände selbst meist klein, sodass die tatsächlich bewachsenen Flächen („area of occupancy“) nur auf 2000 Quadratkilometer geschätzt werden. Die Bestände sind um 50 bis 80 Prozent zurückgegangen, Gründe dafür sind die Übernutzung, um Teile der Bäume als Heilmittel zu verwenden, aber auch um das Holz zu nutzen und als Futter für Nutztiere. Von Afghanistan gibt es dazu keine genauen Zahlen, doch sind in den letzten 25 Jahren (Stand 2010) die Nadelwälder im Allgemeinen aufgrund des Krieges und dem unregulierten Fällen der Bäume um bis zu 50 Prozent zurückgegangen, aus Pakistan wurde ein Rückgang von bis zu 80 Prozent berichtet, und in Nordwestindien und Nepal haben sich die Bestände um 90 Prozent verkleinert, hauptsächlich aufgrund der Gewinnung von Arzneimitteln. Von China weiß man, dass die Bestände ebenfalls zurückgehen, doch ist unklar in welchem Ausmaß.

## Systematik und Etymologie
Taxus contorta ist eine Art aus der Gattung der Eiben (Taxus). Sie wurde 1854 von William Griffith in den Notulae ad Plantas Asiaticas erstbeschrieben. Lange Zeit wurden alle im Himalaya wachsenden Eiben der Art Taxus wallichiana zugeordnet, ein Taxon das auch als Unterart Taxus baccata subsp. wallichiana der Europäischen Eibe (Taxus baccata) gesehen wurde. Später wurden die Bestände westlich des zentralen Nepals der 1997 aufgestellten Art Taxus fuana Nan Li & R.R.Mill zugeordnet, die an Exemplaren aus dem Südwesten Tibets beschrieben wurde. James E. Eckenwalder ordnet in seinem 2009 erschienenen Buch Conifers of the World weiterhin alle im Himalaya wachsenden Eiben Taxus wallichiana zu, verweist jedoch darauf, dass dies eher eine konservative Einordnung ist. Die Unterscheidung der beiden Arten wurde jedoch durch weitere Untersuchungen bestätigt, diese Unterscheidung und die Bezeichnung Taxus fuana wird auch in der Flora of China verwendet. Die Bäume und Sträucher, die Taxus fuana zugeordnet wurden, entsprechen jedoch der Beschreibung der deutlich früher aufgestellten Art Taxus contorta, ein Name der daher Priorität hat, Taxus fuana ist damit nur ein Synonym für Taxus contorta.
Der Gattungsname Taxus ist der klassische lateinische Name der „Eibe“. Das Artepitheton contorta bedeutet „verschlungen“ oder „gedreht“, es ist jedoch unklar, warum William Griffith diesen Namen gewählt hat.

## Verwendung
Die Inhaltsstoffe der Blätter und der Rinde von Taxus contorta und anderer Eibenarten werden als Heilmittel gegen Krebs eingesetzt. Das Abernten dieser Teile führt jedoch meist zum Absterben der Bäume und Sträucher.